# 마소누이의 아들 마스

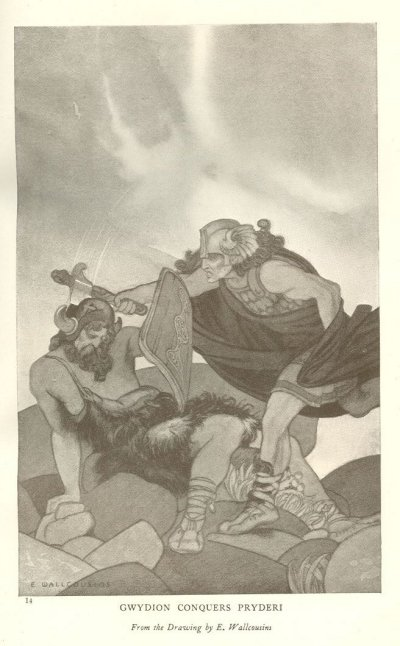
그위디온에게 살해되는 프러데리.

마소누이의 아들 마스(웨일스어: Math fab Mathonwy 마스 밥 마소누이[maːθ vaːb ma'θonwi])는 중세 웨일스어 문학 작품으로, 마비노기의 네 가지 중 제4가지다. 앞의 세 가지가 더베드 왕국을 배경으로 하고 있다면, 이 가지는 귀네드 왕국을 배경으로 삼고 있다. 웨일스 북부의 귀네드와 남부의 더베드 사이의 치열한 전쟁, 러이 라우 거페스와 덜란 아일 돈의 탄생, 아르얀로드의 망신, 블로데이왜드의 창조 등의 이야기를 다루고 있다. 주인공격인 인물은 귀네드 왕 마스 밥 마소누이, 마스의 조카인 모사꾼 그위디온 밥 돈, 그위디온의 조카인 러이 라우 거페스 이렇게 숙질 삼대라고 할 수 있다.
헤르게스트의 적색서와 레데르흐의 백색서에 이야기가 실려 있으며, 프러데인 섬의 삼인조에도 이야기와 관련된 내용이 있다.

## 줄거리
귀네드 왕 마스 밥 마소누이는 마법을 쓸 수 있는 대신, 주기적으로 순결한 처녀의 무릎에 발을 올려놓아 기력을 보충하지 않으면 죽는 저주를 받았다. 마스의 무릎베게 역할을 해 주던 처녀가 고이윈이었다. 마스에게는 누이 돈의 자식인 다섯 조카가 있었는데, 그 중 길바이수이가 고이윈에게 욕정을 품었다. 모사꾼 그위디온은 동생의 고민을 해결해주기 위해 남쪽의 더베드와 전쟁을 일으켜 삼촌이 전쟁터에 나가게 하는 음모를 꾸민다. 그위디온은 마법을 써서 더베드 왕 프러데리를 등쳐먹고, 분노한 프러데리가 귀네드로 쳐들어온다. 그래서 마스와 그위디온이 싸우러 나간 사이 길바이수이가 고이윈을 겁탈한다.
프러데이리의 더베드군은 벤나르드(Bennardd)와 코에드 알룬(Coed Alun) 사이까지 진군해 왔으나 귀네드군에 패배해 후퇴한다. 더베드군은 난트 칼(Nant Call)까지 쫓겨간다. 난트칼에서 더 많은 더베드군이 살상된다. 그 뒤 돌 벤마엔(Dol Benmaen)까지 쫓겨간 프러데리는 세 번째로 패배한다. 병사들의 무익한 희생을 막기 위해 프러데리와 그위디온이 일기토로 승부를 내기로 서로 합의를 한다. 둘은 아르두뒤의 어 벨렌 러드(Y Velen Rhyd)에서 대결한다. "힘과 용기와 마법과 마도구"의 힘을 빌어 그위디온이 승리하고 프러데리는 살해당한다. 더베드 병사들은 자기네 왕의 죽음을 비통해하며 남쪽으로 철수한다.
한편 궁으로 돌아온 마스는 당연히 고이윈이 겁탈당했다는 것을 알게 되고, 고이윈의 명예를 지켜주기 위해 고이윈을 왕비로 맞이한 뒤 두 조카에게 벌을 내린다. 마스의 저주를 받은 그위디온과 길바이수이는 1년간 수사슴과 암사슴, 그 다음 1년간 암퇘지와 수퇘지, 그 다음 1년간 수늑대와 암늑대로 살면서 서로 교접하여 새끼를 낳는 벌을 받는다. 마스는 조카들이 3년간 낳은 새끼사슴, 새끼돼지, 새끼늑대를 모두 사람으로 변신시켜 각각 허드운, 허흐둔, 블레이둔이라는 이름을 붙인다. 마스는 3년간의 벌을 받은 조카들을 사람으로 되돌려 주고 새로이 무릎베개가 될 처녀를 찾아오라 명한다.
그위디온은 자기 누이 아르얀로드를 추천한다. 마스는 조카딸이 처녀인지 확인해 보기 위해 마법지팡이를 땅에 놓고 그 위에 올라가 보라고 한다. 그랬더니 아르얀로드는 그 자리에서 선 채로 아기(덜란 아일 돈)를 낳는다. 여러 사람 앞에서 비처녀임이 밝혀져 수치심에 사로잡힌 아르얀로드는 뛰쳐나가다가 고깃덩어리 하나를 또 철퍽 낳는다. 그것을 그위디온이 주워다 궤짝 안에 넣고 침대 발치에 두었더니, 얼마 뒤 궤짝 안에서 울음소리가 들렸다. 열어보니 또다른 아기가 들어 있었다. 몇몇 학자들은 이야기의 원본에서는 아르얀로드의 두 아들의 친부가 그위디온이었을 것이라고 주장한다.
몇 년 뒤, 그위디온이 아기를 데리고 아르얀로드에게 가서 모자상봉을 시킨다. 분노한 아르얀로드는 오로지 자신만이 이 아이의 이름을 붙일 수 있을 것이라는 텅게드(아일랜드 신화의 기아스에 해당하는 것)를 건다. 그위디온은 신기료로 둔갑하고 아르얀로드를 찾아가 신발을 맞춰 주겠다고 한다. 그 동안 아이가 돌을 던져 굴뚝새의 다리 뼈와 힘줄 사이를 명중시켜 새를 잡는다. 그 재주를 본 아르얀로드는 “저 빛나는 머리카락의 아이는 참으로 솜씨가 좋구나”라고 말했다. 그러자 그위디온이 둔갑을 벗어던지고 “러이 라우 거페스(솜씨가 좋은 빛나는 자라는 뜻), 그것이 이 아이의 이름이 되겠구나”라고 말했다.
또 속은 아르얀로드는 화가 머리 끝까지 나서 러이에게 또다른 텅게드를 건다. 이번에는 아르얀로드 자기 외에 누구에게도 무기를 받을 수 없으리라는 저주였다. 그위디온은 또 속임수를 써서 아르얀로드가 자기도 모르게 러우에게 무기를 주게 만든다. 그러자 아르얀로드는 러이가 인간을 아내로 맞지 못하리라고 세 번째 텅게드를 건다. 러이가 총각으로 죽게 생기자 마스와 그위디온은 “참나무 꽃, 금작화 꽃, 조팝나무 꽃을 모아다” 그 누구도 본 적이 없을 만큼 아름다운 여자를 만들어냈다. 그리고 이 화녀(花女)에게 대충 세례를 주고 블로데이왜드(꽃의 얼굴이라는 뜻)라고 이름붙인다.
러우가 멀리 나가 있는 동안 블로데이왜드는 페늘런 칸트레브의 그로누 페브르와 바람이 난다. 블로데이왜드와 그로누는 불륜에 방해가 되는 러우를 죽이기로 한다. 하지만 러우는 낮에도 밤에도, 실내에서도 야외에서도, 말등에서도 땅 위에서도, 옷을 입어도 벌거벗어도, 그 모든 상황에서 보통의 무기로는 죽지 않는 불사신이었다. 블로데이왜드는 속임수를 써써 어떻게 해야 러우를 죽일 수 있는지 러우가 스스로 말하게 만든다. 러우는 낮도 밤도 아닌 어스름에, 그물을 걸쳐서 옷을 입은 것도 아니고 벗은 것도 아닌 상태로, 한 발은 가마솥에 넣어두고 한 발은 염소 위에 올려두고 있을 때, 1년 동안 미사 시간만 사용해서 담금질한 창으로 찌르면 자신이 죽을 수도 있다고 말한다. 이 정보를 갖고 블로데이왜드는 러우의 암살을 사주한다.
그로누가 던진 창을 맞은 러우는 수리로 둔갑해서 날아 도망친다. 그위디온이 러우를 찾아다니다 마침내 한 참나무 꼭대기에 홰를 치고 앉아 있는 러우를 발견한다. 그위디온은 에글런 시가를 불러서 러우가 아래로 내려오도록 유인하고 러우를 사람으로 되돌린다. 그위디온과 마스의 간호를 받아 목숨을 건진 러우는 귀네드군을 소집하여 자신이 부재하는 동안 그로누와 블로데이왜드가 꿀꺽한 자기 땅을 되찾는 전쟁을 일으킨다. 그위디온은 도망가는 블로데이왜드를 붙잡아서 “모든 다른 새들이 혐오하는 새”인 올빼미로 만들어 버린다. 그리고 “이제 너는 다른 모든 새들에게 따돌림을 당하기에 낮에는 돌아다닐 수 없을 것이며, 너를 보는 족족 괴롭히려는 마음이 다른 새들의 본능에 새겨질 것이다. 하지만 너는 네 이름을 잃지는 않을 테니. 너는 언제나 블로데이왜드(꽃의 얼굴)라고 불리리라”는 저주를 내린다. 이것이 웨일스어에서 올빼미를 왜 "꽃의 얼굴"이라고 부르는지를 설명하는 기명전설의 역할을 한다.
한편, 그로누는 혼자 페늘런으로 도망가 러우에게 사자를 보내 목숨을 구걸한다. 러우는 거부하고 그로누는 컨파엘 강둑에 서서 자신이 던지는 창을 받아야 한다고 요구한다. 그로누는 다급해져 자기 부하들 중 누군가 대신 러우의 창을 맞아줄 사람이 없냐고 찾았지만 아무도 나서지 않았다. 결국 그로누는 러우와 자신 사이에 커다란 바위가 있다는 조건으로 러우의 요구를 그것을 받아들인다. 하지만 러우의 창은 바위에 구멍을 내고 그로누를 꿰뚫어 죽인다. 아르두뒤 레흐 로누라는 구멍 난 바위가 있는데, 이 바위가 그 바위라고 한다.
자기 땅을 되찾은 러우가 마스의 뒤를 이어 귀네드 왕위에 오르면서 이야기가 끝난다.